# O melhor de todos os mundos possíveis

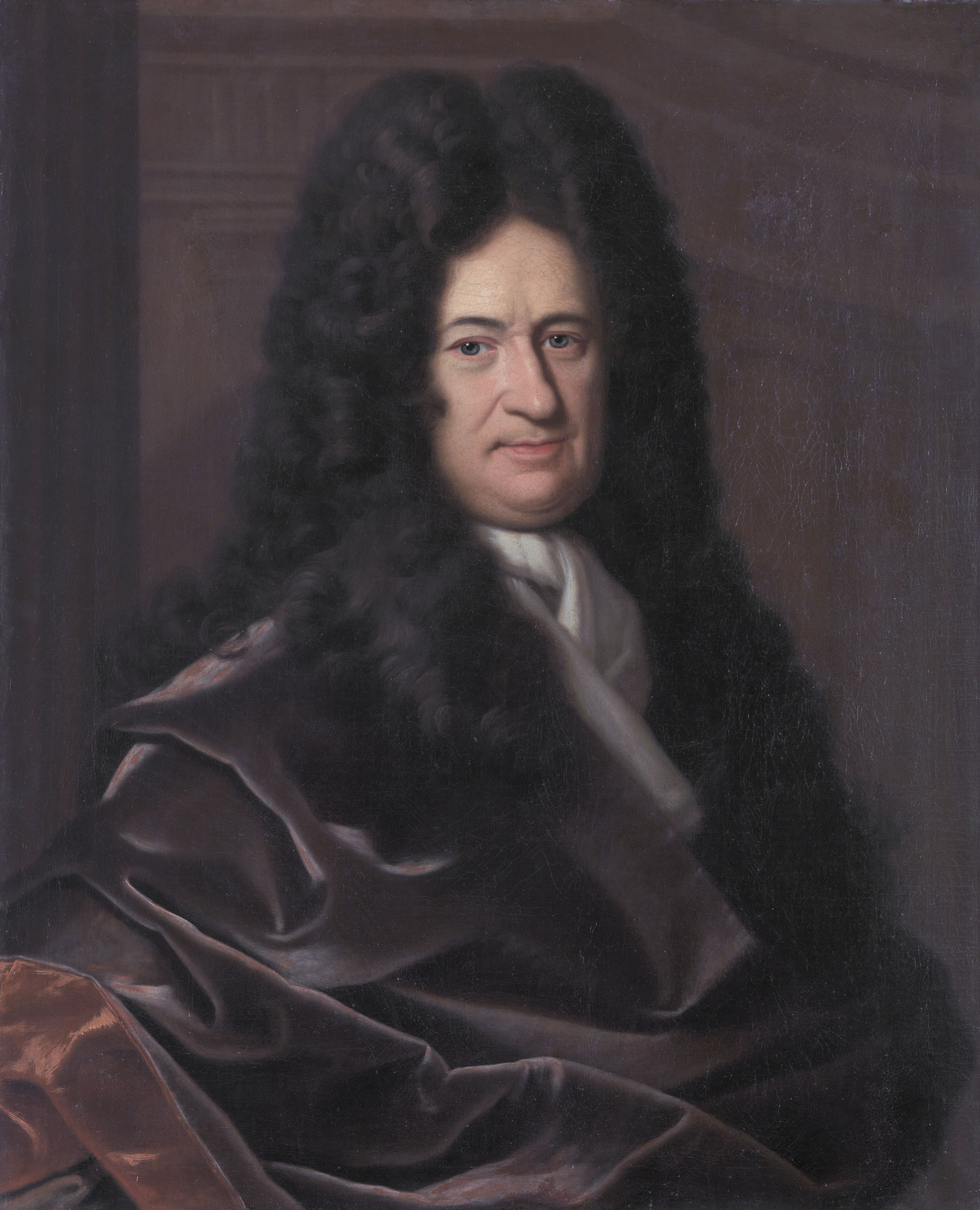
Gottfried Leibniz, o filósofo que cunhou o termo "melhor de todos os mundos possíveis".

A frase «o melhor de todos os mundos possíveis» (em alemão:  Die beste aller möglichen Welten) foi cunhada pelo polímata alemão Gottfried Leibniz em seu trabalho de 1710, Essais de Théodicée sur la bonté de Dieu, la liberté de l'homme et l'origine du mal. A afirmação de que o mundo real é o melhor de todos os mundos possíveis é o argumento central na teodiceia de Leibniz, e uma tentativa de resolver o problema do mal.

## Problema do mal
Entre seus muitos interesses e preocupações filosóficas, Leibniz assumiu a questão da teodiceia: se Deus é onibenevolente, onipotente e onisciente, como explicamos o sofrimento e a injustiça que existem no mundo? Historicamente, tentativas de responder à pergunta foram feitas usando vários argumentos, por exemplo, explicando o mal ou reconciliando o mal com o bem. 
Como um cristão, Leibniz delineou sua teoria do mundo perfeito em seu trabalho "A Monadologia", afirmando o argumento em cinco partes:
1. Deus tem a ideia de infinitos universos;
2. Apenas um desses universos pode realmente existir;
3. As escolhas de Deus estão sujeitas ao princípio de uma razão suficiente, isto é, Deus tem motivos para escolher uma coisa ou outra;
4. Deus é bom;
5. Portanto, o universo que Deus escolheu existir é o melhor de todos os mundos possíveis.[1]

Para entender melhor seu argumento, essas cinco declarações podem ser agrupadas em três premissas principais. A primeira premissa (correspondente à primeira e segunda afirmações) afirma que Deus pode escolher apenas um universo da quantidade infinita de universos possíveis. (O termo "um universo" não significa necessariamente uma única realidade física tridimensional, mas refere-se à soma total da criação de Deus e, portanto, pode incluir múltiplos mundos.) A segunda premissa (terceira e quarta afirmações) afirma que Deus é uma existência perfeita e ele toma decisões com base na razão. A terceira premissa (a quinta afirmação) conclui que o mundo existente, escolhido por Deus, é o melhor. Leibniz usou o cristianismo para apoiar a validade de todas as premissas. Para a primeira premissa, a existência e o papel de Deus como criador do mundo foram comprovados pela Bíblia. A segunda premissa é comprovada, pois "Deus age sempre da maneira mais perfeita e desejável possível". Portanto, Sua escolha será sempre a melhor, e somente a existência perfeita pode tomar uma decisão perfeita ao longo do tempo. Como todas as premissas estão corretas, Leibniz concluiu: "O universo que Deus escolheu existir é o melhor de todos os mundos possíveis".
Para iniciar seu argumento, Leibniz admitiu que Deus criou um mundo com o mal e poderia ter criado um mundo sem ele. Ele argumentou que este ainda é o melhor mundo que Deus poderia ter feito, alegando que a existência do mal não significa necessariamente um mundo pior. De fato, ele chegou ao ponto de afirmar que a presença do mal cria um mundo melhor, pois "pode acontecer que o mal seja acompanhado por um bem maior". Em outras palavras, Leibniz argumentou que o contraste fornecido pelo mal pode resultar na produção de um bem maior. Sem a existência do mal, tudo seria bom; a bondade não mais pareceria boa, seria simplesmente normal e esperada, não mais elogiada. Como afirma Leibniz: “uma imperfeição na parte pode ser necessária para uma perfeição no todo”. A reação que as pessoas têm do mal pode permitir que elas entendam e tomem decisões que produzem um bem maior. Deus permitiu que a maldade no mundo entendesse a bondade que é alcançada através da comparação com a maldade. Uma vez que entendemos o mal e o bem, isso nos dá a capacidade de produzir o "maior bem possível" de toda a bondade. O mal alimenta a bondade, o que leva a um sistema perfeito. 
Embora isso faça parecer que Deus criou o mal, o seria contra sua natureza, Leibniz emprestou a mesma ideia que Agostinho usou para corrigir esse problema. “O mal, embora real, não é uma 'coisa', mas uma direção para longe da bondade do Um”. O mal é a ausência do bem e existe da mesma maneira que o buraco de uma rosquinha. Uma rosquinha foi criada, mas nunca se diria que o próprio buraco foi feito; ele apenas nunca foi preenchido. Isso também significa que não pode haver mal sem mais bem, pois você nunca pode ter o buraco na rosca sem ter rosquinha ao redor. “Deus é infinito, e o diabo é limitado; o bem pode e vai até o infinito, enquanto o mal tem seus limites”. Usando o modelo do mal de Agostinho, Leibniz estabeleceu os alicerces pelos quais um mundo com o mal traz mais bem e, portanto, é melhor do que um mundo sem o mal. 

## Livre-arbítrioversusdeterminismo
Para Leibniz, uma preocupação central adicional é a questão de conciliar a liberdade humana (de fato, a própria liberdade de Deus) com o determinismo inerente à sua própria teoria do universo. A solução de Leibniz lança Deus como uma espécie de "otimizador" da coleção de todas as possibilidades originais: como ele é bom e onipotente, e como ele escolheu este mundo dentre todas as possibilidades, esse mundo deve ser bom - na verdade, este mundo é o melhor de todos mundos possíveis. 
Considerando os três fatores: bem, mal e livre arbítrio, Deus criou o melhor mundo possível que pôde com o bem e o mal, com relação ao modo como o livre arbítrio afeta as escolhas das pessoas. Este é um breve resumo da filosofia do Melhor de Todos os Possíveis Mundos de Gottfried Leibniz sobre o "problema do mal" e como o mundo atual ainda pode ser a opção mais viável. O livre-arbítrio é definido como o “poder ou capacidade de escolher entre alternativas ou de agir em determinadas situações, independentemente de restrições naturais, sociais ou divinas”. Isso basicamente dá a qualquer pessoa a liberdade de fazer o que estiver em suas capacidades e inclinação - seja bom ou mau. Quando Deus soprou o mundo para a existência, Ele teria considerado o livre arbítrio um fator de escolha humana e todos os problemas que ele poderia trazer junto, conforme abordado por Leibniz. 
“Segundo Leibniz, existem três formas de mal no mundo: moral, física e metafísica... Como Ele deseja o que é melhor, o mundo que ele criou tem o maior número de perfeições compatíveis”. Essas “perfeições compatíveis” são referentes aos efeitos bons e ruins das escolhas feitas por livre-arbítrio. Os seres humanos são obviamente capazes de diferenciar o certo do errado, mas como eles agem com base em seu conhecimento é o que cria uma necessidade de compatibilidade no mundo. Deus não é o criador do mal, o mal é simplesmente a falta do bem induzido pelo homem. Muitas vezes, os humanos afirmam que o mal existe porque Deus o permitiu no mundo, no entanto, "Deus não é o autor do pecado". Segundo Leibniz, o pecado é necessário para criar o melhor de todos os mundos possíveis e é resultado do nosso livre arbítrio. Tem que haver um equilíbrio entre o bem e o mal, a fim de manter a lacuna entre os seres humanos e Deus. Se a humanidade fosse perfeita, colocaria-os no mesmo nível de Deus, o que destruiria a necessidade de graça. Em vez disso, os humanos são oprimidos por seu próprio livre arbítrio, em perfeito contraste com a soberania de Deus. Deus acomoda essa questão com graça divina e misericórdia infinita para resolver as consequências do livre arbítrio. 
Em seu Discurso de Metafísica, Leibniz primeiro estabelece que Deus é um ser absolutamente perfeito. Ele diz que as pessoas podem logicamente concluir isso pela razão, já que "as obras devem ter a marca do artesão, porque podemos aprender quem ele era apenas inspecionando-as". Ele chama isso de Princípio da Perfeição, que diz que o conhecimento e o poder de Deus são do mais alto grau, mais do que qualquer humano pode compreender. Devido à onipotência de Deus, Leibniz assume a premissa de que Deus pensou em todas as possibilidades possíveis de serem pensadas antes de criar este mundo. Sua perfeição lhe dá a capacidade de pensar "além do poder de uma mente finita", para que ele tenha motivos suficientes para escolher um mundo em detrimento do outro.
Entre todas as possibilidades, Deus escolheu o melhor mundo, porque Deus não apenas é poderoso, mas também é moralmente bom. Ele escreve que "a felicidade das mentes é o principal objetivo de Deus, que Ele realiza até onde a harmonia geral permitir", o que significa que um Deus benevolente só fará ações com a intenção de boa vontade em relação à sua criação. Se alguém supõe que este mundo não é o melhor, assume-se que o criador do universo não é conhecedor o suficiente, poderoso o suficiente ou inerentemente bom, pois um Deus inerentemente bom teria criado o melhor mundo da melhor maneira possível. Seria uma contradição geral à sua natureza boa e perfeita, e assim o universo que Deus escolheu criar só pode ser o melhor de todos os mundos possíveis.
Por um lado, essa visão pode nos ajudar a racionalizar um pouco do que experimentamos: imagine que todo o mundo é feito de bem e mal. O melhor mundo possível teria o máximo de bem e o mínimo de mal. Coragem é melhor do que nenhuma coragem. Pode-se observar, então, que sem o mal para nos desafiar, não pode haver coragem. Como o mal traz à tona os melhores aspectos da humanidade, o mal é considerado necessário. Assim, ao criar este mundo, Deus fez algum mal para tirar o melhor de todos os mundos possíveis. Por outro lado, a teoria explica o mal não negando-o ou mesmo racionalizando-o—mas simplesmente declarando-o parte da combinação ideal de elementos que compõem a melhor escolha divina possível. Leibniz, portanto, não afirma que o mundo seja muito bom, mas que, devido às interconexões necessárias de bens e males, Deus, embora onipotente, não poderia melhorá-lo de uma maneira sem piorar de outra maneira.
Giovanni Gentile, em seu trabalho A Teoria Geral da Mente como Ato Puro, afirmou que se Deus tivesse criado tudo para se alinhar com a condição mais favorável possível, supor-se-ia que toda a realidade é pré-realizada e determinada na mente de Deus. Portanto, o aparente livre-arbítrio exibido por Deus, por sua necessidade de estar vinculado pelo que é mais bom, e pela humanidade em suas limitações derivadas de Deus para estarem alinhadas com o mais bom, não são livres-arbítrios em absoluto, mas inteiramente determinados . Assim, em última instância relegados a processos naturalistas cegos, que prendem Deus e a humanidade à necessidade, roubando qualquer vontade verdadeira e livremente criativa. Leibniz, ao contrário de Giovanni, acredita que os seres humanos têm livre-arbítrio, apesar da natureza predeterminada do mundo. Seu argumento gira em torno da ideia de que "se é certo que devemos realizá-los, não é menos certo que vamos escolher por realizá-los". Ele sustenta que Deus escolheu este universo e que todas as coisas se alinharão com o melhor mundo, mas que ainda temos escolha.
O multiverso de Leibniz age de maneira diferente daquela a que estamos acostumados. Diferentemente do multiverso moderno ou mesmo diferente das ideias antigas colocadas pelos atomistas nos tempos da Grécia antiga, Leibniz não acredita que todos os universos possíveis existam. As decisões não criam universos de ramificação, dependendo da sua decisão e não existe outro universo, menos perfeito, ao lado do nosso. É apenas o universo perfeito em que vivemos. Isto é devido à natureza de Deus escolhendo o universo. 

## Crítica
Críticos de Leibniz, o principal deles tendo sido Voltaire em sua obra Cândido, argumentam que o mundo contém uma quantidade de sofrimento grande demais para justificar otimismo. Enquanto Leibniz argumentou que o sofrimento é bom porque incita a vontade humana, os críticos argumentam que o grau de sofrimento é muito severo para justificar a crença de que Deus criou o "melhor de todos os mundos possíveis". Leibniz também aborda essa preocupação considerando o que Deus deseja que ocorra (sua vontade antecedente) e o que Deus permite que ocorra (sua vontade consequente). Ainda se Deus teria planejado o arcabouço do melhor universo possível antes do desenrolar temporal e das escolhas de livre-arbítrio, outros, como o filósofo cristão Alvin Plantinga, criticaram a teodiceia de Leibniz argumentando que provavelmente não existe o melhor de todos os mundos possíveis de forma absoluta em meio às contingências, uma vez que sempre se pode conceber um mundo melhor, como um mundo com mais uma pessoa moralmente justa.
A Teodiceia foi considerada ilógica pelo filósofo Bertrand Russell. Russell argumenta que o mal moral e físico deve resultar do mal metafísico (imperfeição). Mas a imperfeição é apenas finitude ou limitação; se a existência é boa, como sustenta Leibniz, a mera existência do mal exige que o mal também seja bom. Além disso, a teologia cristã libertária (não relacionada ao libertarismo político) define o pecado como não necessário, mas contingente, o resultado do livre arbítrio. Russell sustenta que Leibniz falhou em mostrar logicamente que a necessidade metafísica (vontade divina) e o livre arbítrio humano não são incompatíveis ou contraditórios. Ele também afirma que, quando Leibniz analisa as proposições, ele é “ambíguo ou duvidoso...” (O'Briant). Leibniz não parece certo e não tem certeza de si mesmo quando escreve suas premissas. Ele diz que elas não funcionam juntas sem fazer Leibniz parecer inseguro.
Outro filósofo que pesa na filosofia de Leibniz é Kant. Em sua juventude, ele foi atraído pela ideia de melhor dos mundos possíveis, com influência em escritos pré-críticos como Nova Dilucidatio, e testou a teoria esboçando contra-argumentos ao otimismo metafísico, em seguida falsificando-os em seu Ensaio sobre algumas considerações do otimismo (1759). Posteriormente, Kant oscilou a um pessimismo e passou a desconsiderar inquirições sobre a justiça cósmica, apesar de reconhecer seu valor na moralidade. Embora Leibniz tenha influenciado bastante Kant, Kant considerou a filosofia leibniziana "enganosa". Ele diz que a natureza enganosa das obras de Leibniz se deve à unilateralidade da teoria.

O fisiologista Emil du Bois-Reymond, em seus "Pensamentos leibnizianos na ciência moderna" (1870), escreveu que Leibniz pensava em Deus como um matemático : 
Como se sabe, a teoria dos máximos e mínimos de funções lhe era devida pelo maior progresso através da descoberta do método de tangentes. Bem, ele concebe Deus na criação do mundo como um matemático que está resolvendo um problema mínimo, ou melhor, em nossa fraseologia moderna, um problema no cálculo das variações –  cuja questão é determinar entre um número infinito de mundos possíveis, aquele para o qual a soma do mal necessário é um mínimo.
Du Bois-Reymond continuou argumentando que, se fosse assim, mesmo Charles Darwin apoiava uma versão do mundo perfeito de Leibniz, uma vez que todo organismo pode ser entendido como relativamente adaptado ao seu ambiente em qualquer ponto de sua evolução.
No entanto, a afirmação de que "nós vivemos no melhor de todos os mundos possíveis" foi desprezada, principalmente de Voltaire, que a publicou em sua novela cômica Candide ao fazer com que o personagem Dr. Pangloss (uma paródia de Leibniz e Maupertuis) a repetisse como um mantra. A partir disso, o adjetivo "panglossiano" descreve uma pessoa que acredita que o mundo a nosso redor é o melhor possível.
Embora Leibniz afirme que esse universo é a melhor versão possível de si mesmo, o padrão da bondade não parece claro para muitos de seus críticos. Para Leibniz, o melhor universo significa um mundo que é “o mais simples em hipóteses e o mais rico em fenômenos”, além da “felicidade das mentes” ser o principal objetivo de Deus. Voltaire, Bertrand Russell e outros críticos parecem equiparar a bondade do universo a nenhum mal ou ato maligno, presumindo que um universo que não contenha o mal seria "melhor" e que Deus poderia ter criado esse universo, mas não escolheu. Segundo Leibniz, esse não é o caso. Ele acredita que se houvesse uma alternativa melhor "Deus a teria trazido à realidade". Essencialmente, Leibniz afirma que nenhum humano pode realmente pensar em um universo melhor porque não possui uma compreensão holística do universo, e Deus, que tem essa compreensão holística, já escolheu a melhor opção. Tudo isso muda o significado da bondade da moralidade e das ações para a qualidade e os fenômenos da existência desse universo. Apesar disso, o conceito de bondade do universo ainda é um ponto de grande contenda no argumento de Leibniz, pois sempre se pode argumentar sobre a falta de bondade no universo com base nesses parâmetros. 